# (445473) 2010 VZ98
(445473) 2010 VZ98とは、太陽系の最も外側の領域に存在する散乱円盤天体に属する太陽系外縁天体である。直径は約400キロメートルである。2010年11月11日、アメリカ合衆国の天文学者であるデイヴィッド・ラビノウィッツ、Megan Schwamb、Suzanne W. Tourtellotteによって、太陽から38天文単位離れた位置に存在するときに、チリ北部に存在するヨーロッパ南天天文台（ESO）のラ・シヤ天文台で発見された。

## 軌道と分類
(445473) 2010 VZ98は、約1846年（約674,262日）の公転周期を持ち、34.3~266.6天文単位離れた距離で太陽の周囲を公転している（軌道長半径は150.5天文単位）。軌道は0.77の高い離心率を持っており、黄道に対して5°傾いている。いくつかの分析では、(445473) 2010 VZ98が海王星の外側に存在するとされる195~215天文単位の軌道長半径を持つ未知の惑星と3:2の軌道共鳴をしている可能性があることを示唆している。最初の発見は、1998年にアパッチポイント天文台で行われたスローン・デジタル・スカイサーベイ（SDSS）によるもので、観測弧は発見の12年前から続いている。このプレカバリーは2015年5月に発見された。

## 物理的特性
(445473) 2010 VZ98の自転の光度曲線は、チリのラスカンパナス天文台にあるカーネギー研究所のメンバーによる測光観測から得られた。光度曲線は、0.18等級の明るさの変化で自転周期は9.72 ± 0.05時間と測定された。

### 直径とアルベド
アメリカ合衆国の天文学者マイケル・ブラウンは直径471キロメートル、アルベド0.07を想定しているが、Johnston's Archiveでは直径443キロメートル、一般的なアルベドは0.09と推定している。Collaborative Asteroid Lightcurve Linkは、アルベドを0.10と想定し、直径401キロメートルと計算した。これらの推定値は、5.0から5.3の間の絶対等級に基づいている。

## 名称
2018年の時点で、この小惑星は名前がないままである。